# 贾列肯·别克西
贾列肯·别克西（羅馬化：Jarqın Bekeş；1950年—），哈萨克族，中华人民共和国政治人物、第十一届全国政协委员。
加入中国共产党，担任新疆军区副司令员。2008年，当选第十一届全国政协委员，代表少数民族界，分入第四十九组。并担任民族和宗教委员会专委。